# Josh Clarke
Joshua « Josh » Clarke (né le 19 mai 1995 à Sydney) est un athlète australien, spécialiste du sprint.
Il remporte le 100 m des 93es Championnats d'Australie à Brisbane (QSAC) en 10 s 19, le 28 mars 2015, record personnel. Le 6 février 2016, il porte son record à 10 s 15 à Canberra, ce qui lui donne le minima pour les Jeux olympiques de Rio.
L'année précédente, en tant que junior, il avait porté son record à 10 s 36 à Sydney le 8 février 2014, réalisant même 10 s 20 avec vent favorable en finale pour remporter le titre junior australien, et enfin à 10 s 34 le 15 mars 2014, toujours à Sydney.
Le 18 février 2017, il effectue un 100 m en 10 s 22 (+ 1,6 m/s) à Canberra, meilleure performance australienne de l'année.